# اسکار اوره
اسکار اوره (انگلیسی: Oscar Ureña؛ زادهٔ ۳۱ مهٔ ۲۰۰۳) بازیکن فوتبال اهل اسپانیا است که در پست وینگر برای لگانس به صورت قرضی از خیرونا بازی می‌کند.